# Temeres

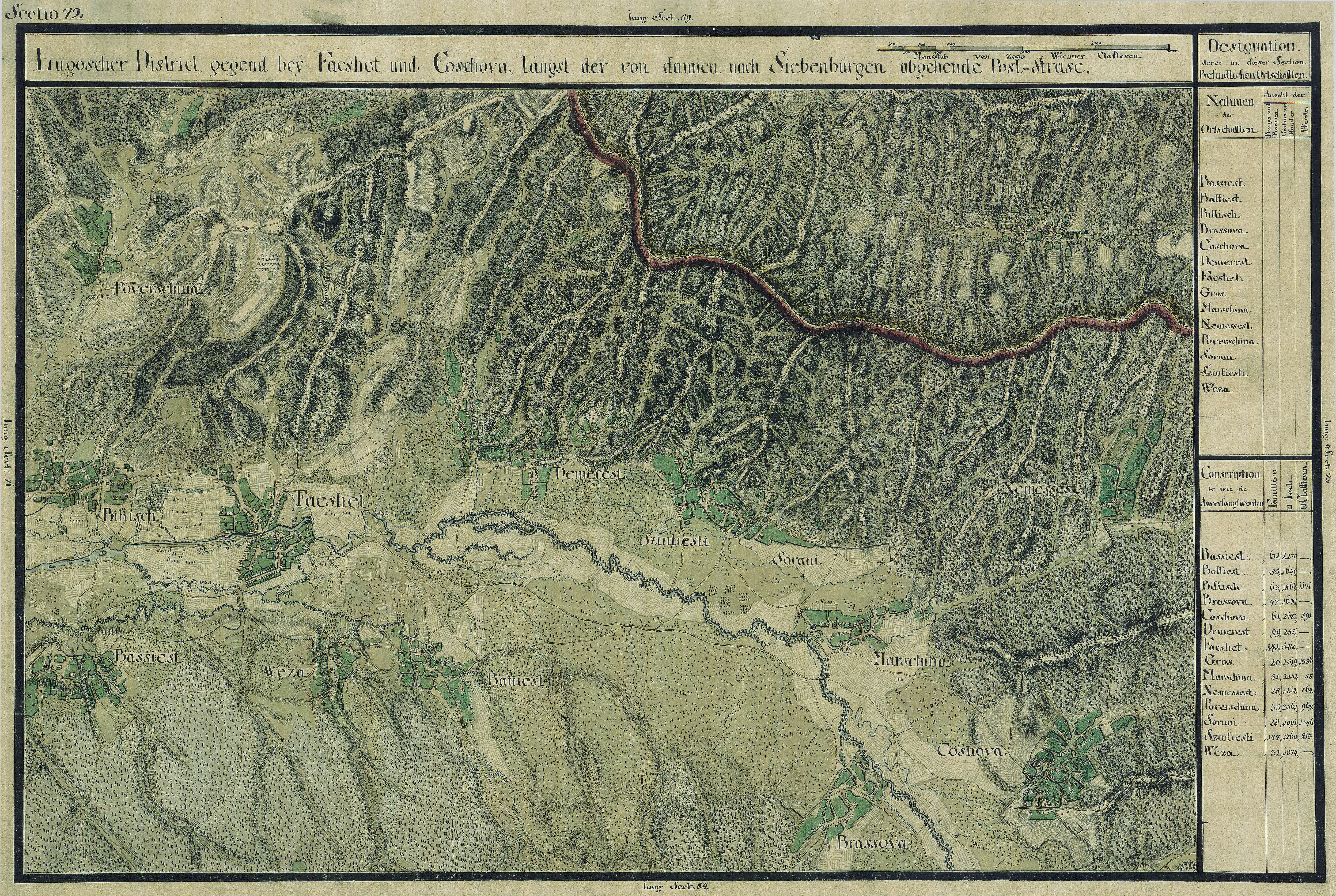
Temeres egy régi térképen

Temeres, románul: Temerești, település Romániában, a Bánságban, Temes megyében.

## Fekvése
Facsádtól északkeletre fekvő település.

## Története
Temeres a középkorban Krassó vármegyéhez tartozott.
Nevét 1514-1516 között említette először oklevél Thyhomeresth néven. 1597-ben Thihomerest, 1612-ben praedium Thehomirest, 1617-ben Tyhemeresti, 1690-1700 között Temerestj, 1716-ban Temereschke, 1808-ban Temeresty, 1913-ban Temeres néven írták.
1851-ben Fényes Elek írta a településről: „Temerest, Krassó vármegyében, 8 katholikus, 899 óhitű lakossal, s anyatemplommal. Bírja a kamara”
A trianoni békeszerződés előtt Krassó-Szörény vármegye Marosi járásához tartozott.
1910-ben 886 román görögkeleti lakosa volt.